# Eleanora Mary Carus-Wilson

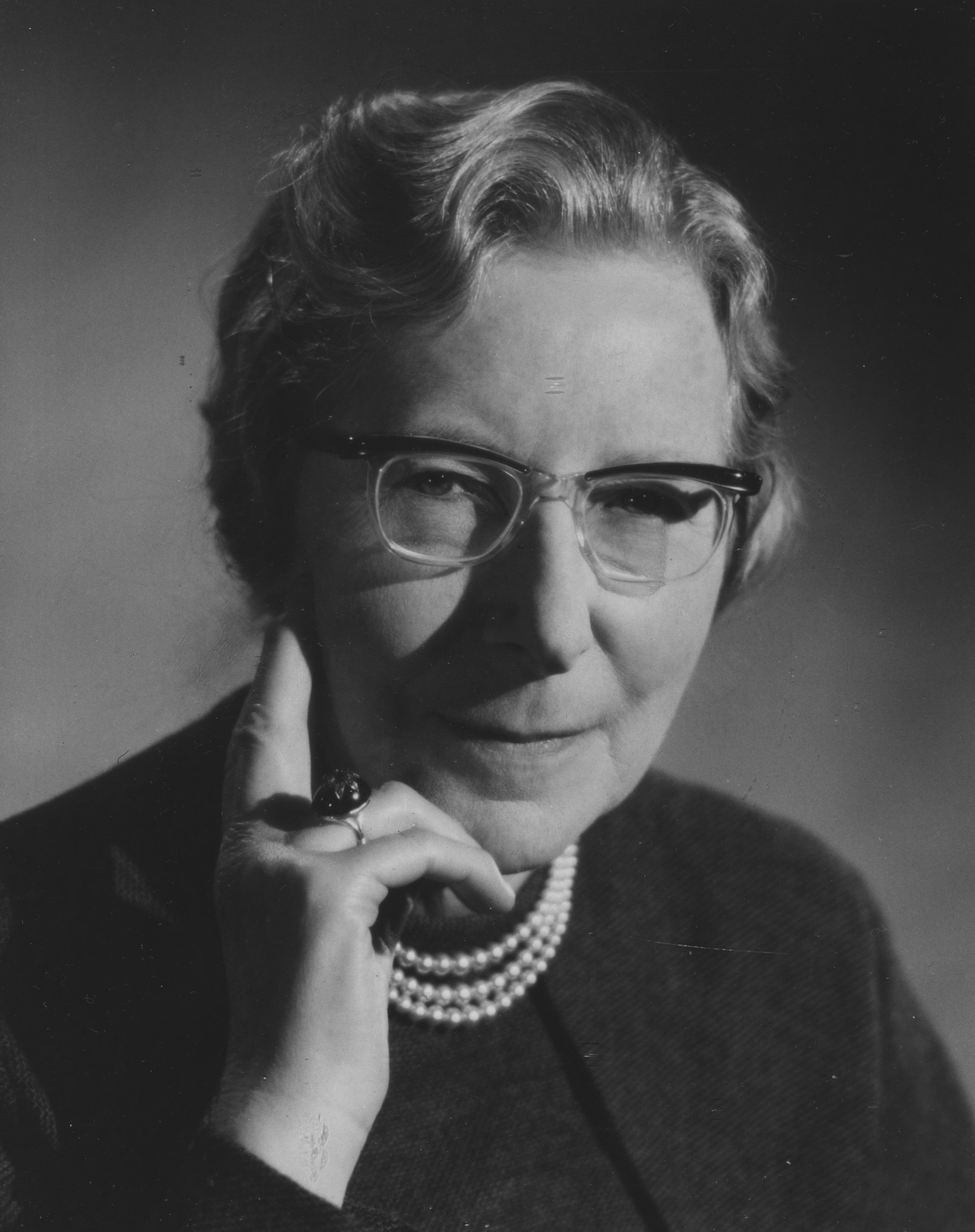
Carus-Wilson um 1960

Eleanora Mary Carus-Wilson (* 27. Dezember 1897 in Montreal; † 1. Februar 1977) war eine kanadisch-britische Wirtschaftshistorikerin, deren Arbeitsschwerpunkt an der London School of Economics auf dem britischen Handel und der Kaperei des Mittelalters und der Renaissance lag. Dabei trat sie zunächst durch Arbeiten zu Bristol hervor.

## Leben und Werk
Sie war das jüngste der drei Kinder von Charles Ashley Carus-Wilson (1860–1942) und Mary Petrie. Ihr Vater war Professor für Elektro-Ingenieurwesen an der McGill University zu Montreal. Seine Frau Mary Louisa Georgina († 1935), war Tochter von Colonel Martin Petrie. Eleanora Mary besuchte die St. Paul’s Girls’ School, studierte darauf am Westfield College in London, wo sie 1921 ihren Bachelor und 1926 ihren Master absolvierte.
Sie begann ihre akademische Laufbahn am Westfield College, wo sie in Teilzeit zunächst als Lecturer unter Eileen Power fungierte. Von 1939 bis 1945 arbeitete sie am Ministry of Food, um nach dem Krieg an die London School of Economics zu wechseln, wo sie als Professorin für Wirtschaftsgeschichte im Jahr 1948 berufen wurde. 1963 wurde sie Mitglied (Fellow) der British Academy.
Carus-Wilson war Präsidentin der Economic History Society und damit Nachfolgerin von Michael M. Postan. Sie war eine von zwei Frauen, denen bis dahin in der EHR ein Nachruf eingeräumt worden war.

## Werke (Auswahl)
- The Overseas Trade of Bristol in the Later Middle Ages, Bristol Record Society, 1937.
- An industrial revolution of the thirteenth century?, in: Economic History Review, 2nd ser., 11 (1941) 39–60.
- The English cloth industry in the late twelfth and early thirteenth centuries, in: Economic History Review, 2nd ser., 14 (1944) 32–50.
- Medieval Merchant Venturers, London 1954.
- Essays in Economic History, Bd. 1, London 1954, Bd. 2, London 1962.
- mit Olive Coleman: England's Export Trade: 1275-1547, Clarendon Press, 1963.